# Rotokas
Rotokas är ett nordligt Bougainvillespråk med 4320 talare (1981). Det talas i distriktet centrala Bougainville. Det är ett subjekt–objekt–verb-språk.
En samling av sånger på rotokas samt en samling berättelser publicerades 1974. Nya Testamentet översattes till rotokas 1982, och Gamla Testamentet 1993.

## Fonologi
Rotokas har följande konsonanter:
|         | Bilabial | Alveolar | Velar |
| ------- | -------- | -------- | ----- |
| Tonlös  | p        | t        | k     |
| Tonande | β        | ɾ        | g     |

Med allofona varianterna är tabellen
|         |                                             | Bilabial | Alveolar | Velar |
| ------- | ------------------------------------------- | -------- | -------- | ----- |
| Tonlös  | klusiler affrikator frikativor              | p        | t ts s   | k     |
| Tonande | klusiler flappar likvidor frikativor nasala | b β m    | d ɾ l    | g ɣ ŋ |

Rotokas har fem vokaler: a, e, i, o, u. Varje vokal har en lång variant.

## Ortografi
En ortografi för rotokas utvecklades av Irwin Firchow tillsammans med talare av rotokas, och används bland annat i översättningarna av Gamla och Nya Testamentet.
| a | aa | e | ee | g | i | ii | k | o | oo | p | r | s | t | u | uu | v |
| a | a: | e | e: | g | i | i: | k | o | o: | p | ɾ | s | t | u | u: | β |